# After the Rain Has Fallen
After the Rain Has Fallen è una canzone di Sting, estratta come terzo e ultimo singolo dal suo sesto album solista, Brand New Day del 1999. Pubblicato nel 2000, si tratta dell'unico brano dell'album con forti influenze funky e dance.
Come lato B del singolo è presente un remix della canzone realizzato dal duo britannico Tin Tin Out.

## Video musicale
Per la canzone sono stati girati due video musicali: il primo utilizza la versione originale contenuta nell'album, mentre il secondo prevede il remix effettuato dai Tin Tin Out. Curiosamente, nella seconda versione del video appare Sting con indosso una maglietta dei Police, il suo ex-gruppo.

## Tracce
1. After the Rain Has Fallen  (versione singolo) – 3:59
2. Shape of My Heart – 4:38
3. After The Rain Has Fallen (remix dei Tin Tin Out) – 4:15
4. After the Rain Has Fallen – Video musicale (CD-ROM)

## Classifiche
| Classifica (2000)          | Posizione massima |
| -------------------------- | ----------------- |
| Francia                    | 89                |
| Germania                   | 64                |
| Irlanda                    | 46                |
| Italia                     | 16                |
| Regno Unito                | 31                |
| Stati Uniti (adult top 40) | 19                |